# Río Atelcura
El río Atelcura es un curso natural de agua que nace la cordillera de la Costa, fluye en dirección general sur y desemboca en el río Choapa en la parte costera de la Región de Coquimbo.

## Trayecto
La quebrada del río nace en la cordillera de la Costa de la Región de Coquimbo y desemboca en el río Choapa.

## Caudal y régimen
El caudal del río es escaso o inexistente.[cita requerida]

## Historia
Luis Risopatrón lo describe en su Diccionario Jeográfico de Chile (1924) sobre el río:
Atelcura (Riachuelo) 31° 35' 71° 24'. De escaso caudal, arranca de los cerros que se levantan hacia el W de pueblo de Illapel, corre hacia el W, recibe del N el riachuelo de Agua Fria i se vacia en la márjen N del curso inferior del rio Choapa, a unos 3 kilómetros hacia el E del caserío de Mincha. 155, p. 61; rio en 156; i quebrada en 62, II, p. 269.